# فضة قلبها أبيض (مسلسل)
فضة قلبها أبيض، مسلسل تلفزيوني كويتي من 30 حلقة، كتبتها هبة مشاري حمادة وأخرجها غافل فاضل. قام ببطولة المسلسل سعاد عبد الله، أسمهان توفيق، هدى حسين وحسين المنصور. يتناول المسلسل قصة امرأة بعمر الخمسين توقف مخها وعمرها 10 سنوات وطمع المقربين منها بمالها وظلمهم لها.

## ملخص القصة
فضة امرأة في الخمسين من عمرها لكن توقف ذهنها عند العشر سنوات وقد أثر عليها من حيث التصرف والتفكير فهي طيبة وحنونة، تتعامل مع الآخرين بنية صافية.. ولكنها تخوض تجارب عديدة مع عائلتها والمحيطين بها حيث يعاملها الكثير بانتهازية..

## تمثيل
| الممثل          | الشخصية                |
| --------------- | ---------------------- |
| سعاد عبد الله   | فضة                    |
| هدى حسين        | فايقة اخت فضة          |
| عبير الجندي     | فوزية اخت فضة          |
| عواطف حلمي      | زينات خادمة فضة        |
| أسمهان توفيق    | أمينة جارة فضة         |
| حسين المنصور    | عدنان ابن أمينة الأكبر |
| شجون الهاجري    | نورة بنت عدنان         |
| فاطمة الصفي     | مليكة بنت عدنان        |
| خالد أمين       | عادل ابن أمينة الثاني  |
| مرام البلوشي    | دلال زوجة عادل         |
| خالد البريكي    | قتيبة                  |
| مريم عبد الوهاب | سحر بنت زينات          |
| أفراح           | لولوة                  |
| عبدالله الغدير  | براك                   |

الراوية بصوت سميحة أيوب